# 第26回ブルーリボン賞 (鉄道)

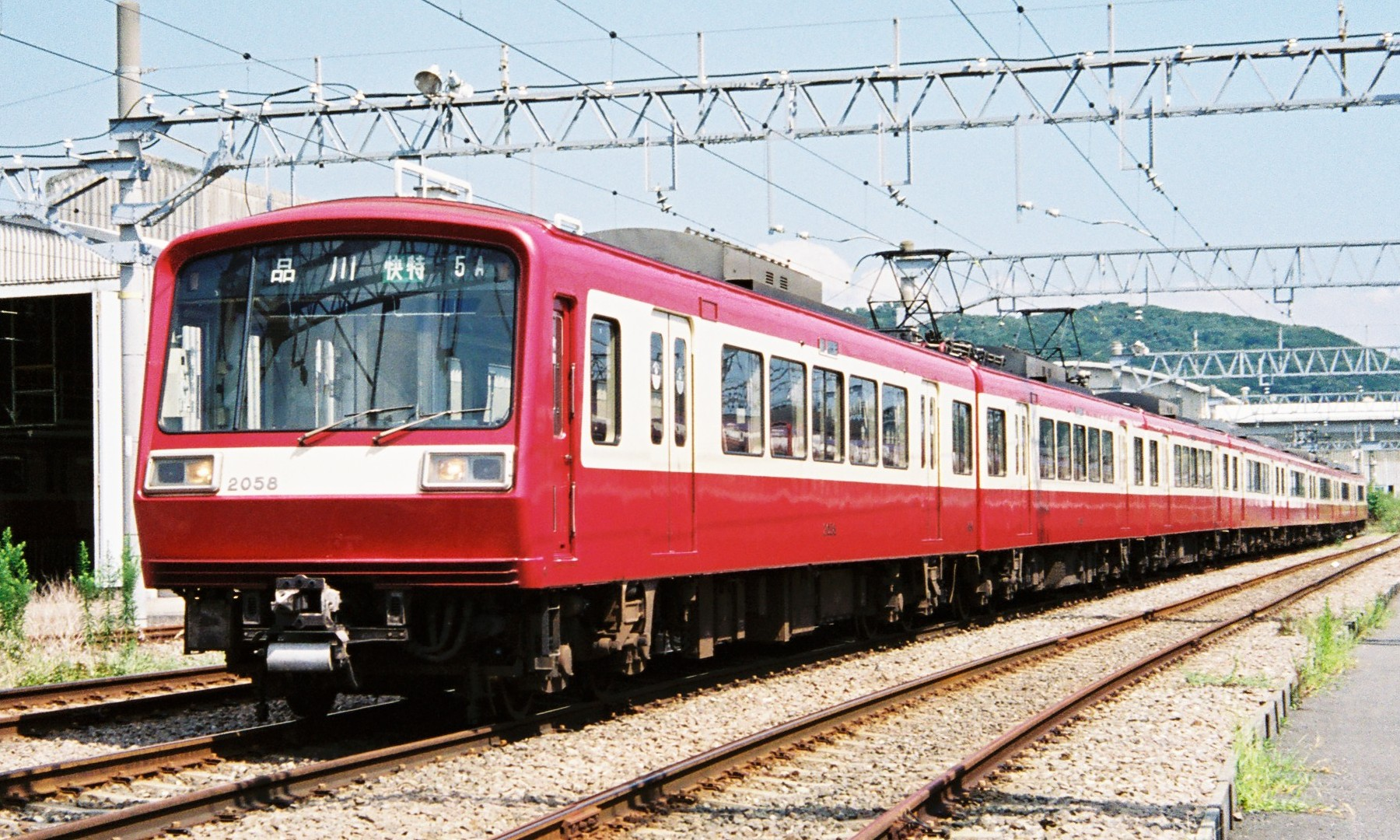
第26回ブルーリボン賞
京浜急行電鉄2000形電車

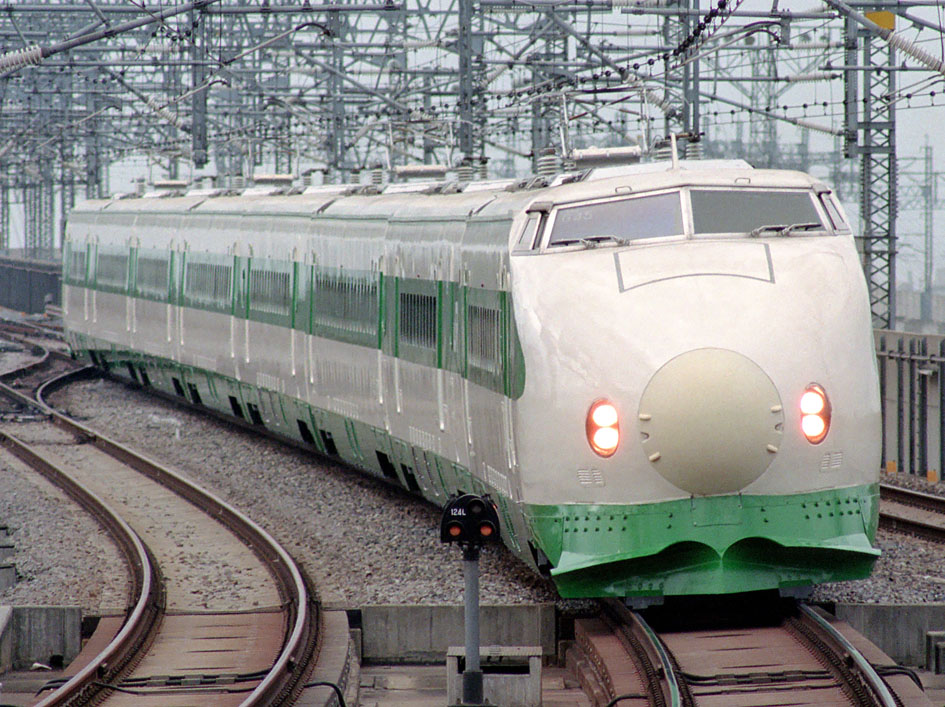
第23回ローレル賞
日本国有鉄道200系新幹線電車

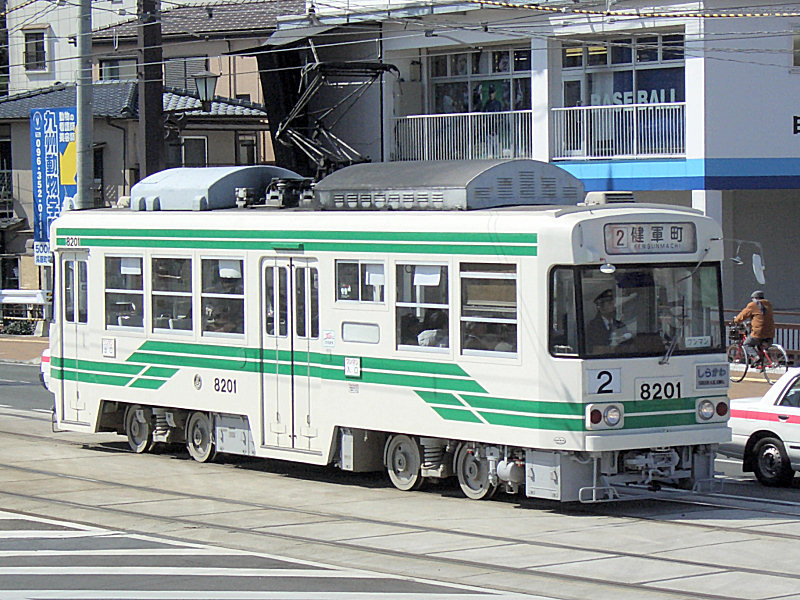
第23回ローレル賞
熊本市交通局8200形電車

第26回ブルーリボン賞（だい26かいブルーリボンしょう）は、1983年に鉄道友の会が選定したブルーリボン賞である。本項では、第23回ローレル賞（だい23かいローレルしょう）についても併せて記す。

## 概要
日本国内で使用する鉄道・軌道車両のうち、1982年1月1日から12月31日までの間に日本国内で営業運転に就いた新形式車両またはそれとみなせる車両で、候補車両決定の時点で現に営業をしていることを概ねの要件とする選定候補車両29車種のなかから、ブルーリボン賞1形式、ローレル賞2形式が選定された。

## 選定車両

### ブルーリボン賞
- 京浜急行電鉄 2000形電車

### ローレル賞
- 日本国有鉄道 200系新幹線電車
- 熊本市交通局 8200形電車

## 候補車両
鉄道友の会ブルーリボン賞・ローレル賞選考委員会が候補車両とした29車種。
| 会社名         | 車両形式 |
| -------------- | --- |
| 日本国有鉄道   | 200系新幹線電車 115系3000番台電車 185系200番台電車 203系電車 415系500番台電車 クモユ143形電車 キハ48形300・1300番台気動車 EF67形電気機関車 タキ11250形貨車 タキ19550形貨車 ホキ5900形貨車 ホキ7600形貨車 セキ8000形貨車 |
| 関東鉄道       | キハ0形気動車 |
| 山万           | 1000形電車 |
| 京成電鉄       | 3600形電車 |
| 京浜急行電鉄   | 2000形電車 |
| 東京モノレール | 700形電車 |
| 大井川鉄道     | DD20形ディーゼル機関車 スイテ82形客車 |
| 近畿日本鉄道   | 260系電車 1200系電車 12600系電車 |
| 阪急電鉄       | 7300系電車 |
| 南海電気鉄道   | 8200系電車 |
| 岡山電気軌道   | 7200形電車 |
| 広島電鉄       | 700形電車 |
| 長崎電気軌道   | 1200形電車 |
| 熊本市交通局   | 8200形電車 |